# Eriopyga proxima
Eriopyga proxima är en fjärilsart som beskrevs av Max Wilhelm Karl Draudt 1924. Eriopyga proxima ingår i släktet Eriopyga och familjen nattflyn. Inga underarter finns listade i Catalogue of Life.